# Grb Portorika
Grb Portorika postoji od 1511. godine, te se drži za najstariji grb Novoga svijeta. U današnjem je obliku od 1976.
Središnje mjesto na grbu zauzima štit, nad kojim je kruna, koja simbolizira Krunu Aragonije. Zelena podloga štita predstavlja biljni svijet otoka. Ovca, zastava i Knjiga Otkrivenja su simboli Svetog Ivana Krstitelja. Obrub štita se sastoji od nekoliko različitih elemenata: utvrda predstavlja Kastiliju, lav kraljevinu León, zastava Aragoniju i kraljevinu Siciliju, a križ Jeruzalemsko Kraljevstvo.
Slovo "f" i strijele predstavljaju Ferdinanda II. Aragonskog, a slovo "y" i jaram predstavljaju Ivanu I. Kastilijsku. 
Na dnu je geslo Portorika na latinskom, "Joannes Est Nomen Eius" ("Ime mu je Ivan"). To je citat iz Evanđelja po Luki i odnosi se na izvorno ime otoka, San Juan Bautista.